# 渋谷すばる
渋谷 すばる（しぶたに すばる、1981年〈昭和56年〉9月22日 - ）は、日本の歌手、シンガーソングライター、俳優。関ジャニ∞の元メンバーであり、主にメインボーカル、リズムギター、ブルースハープを担当していた。
大阪府茨木市出身。所属レーベルはトイズファクトリー。公式ファンクラブは『Shubabu』（シュバブ）。
2018年12月31日までの所属事務所はジャニーズ事務所。2019年から2024年までの所属レーベルは自主レーベル『World art』。

## 来歴

### ジャニーズ事務所所属時代
- 1996年、自身の知らぬ間に母親がジャニーズ事務所に履歴書を送っており、同年9月22日の15歳の誕生日の朝に、何も知らされないまま母親に「ついて来い」と言われ、友人との約束を理由に何度も断るが、「5000円あげるから」と説得され、ジャニーズ事務所のオーディションを受け合格[10][11][12]。同じオーディションには丸山隆平がおり、その後すぐに雑誌の取材やテレビの収録があり、関西ジャニーズJr.として活動を開始[10]。しかし、その後は約3か月間連絡が無かったが、同年12月に大阪城ホールで開催されたKinKi Kidsのクリスマスライブのオーディションに呼ばれ、同じオーディションに参加していた横山裕や村上信五らと共に初ステージを飾った[13]。
- 1997年、舞台『KYO TO KYO』への出演がきっかけで、ジャニーズJr.として初出演した『ミュージックステーション』（テレビ朝日系列）で「愛してる 愛してない」を歌唱して一躍知名度が上がり、その後は当時ジャニーズJr.の中で内で圧倒的な人気を誇っていた滝沢秀明と共に「東の滝沢、西のすばる」と呼ばれ、横山や村上らと共に関西ジャニーズJr.の中心メンバーとして人気を博した[13][11][14][15][16]。
- 1999年4月期、テレビ朝日系月曜ドラマ・イン『あぶない放課後』で二宮和也と共にW主演を務め、ドラマ初出演にして初主演[11][15][16]。V6の楽曲「Believe Your Smile」のカバーでドラマの主題歌も務めた[17]。この時期が一番忙しかった時期だと語っており、忙しすぎたために自身の活動に対して悩み始め、一時期は事務所に「仕事を控えさせて欲しい」と頼み、仕事量が激減した時期もあったが、2001年のスペシャルドラマ『プラトニック・セックス-娘の叫び! 親の涙…そして親子の闘いが始まる-』や2002年の舞台『ANOTHER』の出演を経て、仕事を本格的に再開した[18][19][20][11]。
- 2002年に関西ジャニーズJr.のメンバーで関ジャニ8（後の関ジャニ∞）を結成し、2004年に関ジャニ∞としてシングル『浪花いろは節』でCDデビュー[21]。
- 2006年8月・9月、大倉忠義とのライブ『渋谷すばるwith大倉BAND』を開催した[18]。
- 2008年1月・2月、村上との約120分間全編アドリブのセルフプロデュース二人舞台『「未定」壱』を開催した[22]。
- 同年9月、FiVeと共にFLAT FIVE FLOWERSを結成し、ワンマンライブを開催した[23][15]。
- 2010年10月、冠ラジオ番組『関ジャニ∞ 渋谷すばるのスバラジ』（NACK5）が放送開始[18]。
- 2014年10月、東京・国立代々木競技場第一体育館で開催された音楽フェスティバル『テレビ朝日ドリームフェスティバル2014』にソロで出演し、音楽フェス初出演[24][25]。
- 2015年2月11日、後述の主演映画『味園ユニバース』の主題歌2曲が収録されたシングル『記憶/ココロオドレバ』でソロデビューを果たした[26][27]。同年1月から2月にかけて、初のソロライブツアー『渋谷すばる LIVE TOUR 2015』も開催した[26]。
- 同年2月、ギャガ配給映画『味園ユニバース』で映画単独初主演[28]。都内で行われた同作の舞台挨拶では、サプライズライブで主題歌2曲を披露した[29]ほか、同作が特別招待作品として出品されたオランダの『第44回ロッテルダム映画祭』でもサプライズライブを行い、主題歌2曲とビリー・ジョエルの「ピアノ・マン」の計3曲を披露し、その様子は海外メディアにも「ジャスティン・ビーバーのようだ」と取り上げられた[30][31]。更に、カナダ・モントリオールで開催された第19回ファンタジア国際映画祭にて、同作で最優秀主演男優賞を受賞した[32]。
- 2016年2月10日、ソロとして初のアルバムであるカバーアルバム『歌』を発売[33]。同年2月から3月にかけて、自身2度目となるソロツアー『渋谷すばる LIVE TOUR 2016 歌』も開催した[34][35]。尚、同ツアーにて、ジャニーズ事務所所属のアーティストとしては初の両国国技館でのライブを開催した[34][35]。
- 2018年4月15日、メンバーと共に記者会見を開き、関ジャニ∞からの脱退とジャニーズ事務所を退所する事を発表[9][36][37]。同年5月30日には関ジャニ∞として最後の作品であるベストアルバム『GR8EST』を発売[9]。同年7月8日には関ジャニ∞の冠番組『関ジャム 完全燃SHOW』（テレビ朝日系列）に生出演し、この放送をもって関ジャニ∞としての活動を終了[38][注 2]。同年12月31日をもって関ジャニ∞から脱退し、ジャニーズ事務所を退所した[9]。

### ソロアーティスト時代

#### 2019年
- 2月28日、自身の公式サイトを開設し、本人からのメッセージおよび生存確認と共に1本の動画を公開した[5]。ジャニーズ事務所退所後初の公の発表となった。
- 4月26日、ソロファンクラブ『Shubabu』を発足し、同年秋にワーナーミュージック・ジャパンの全面的バックアップのもと自主レーベル『World art』を発足し、再ソロデビュー[注 3]することを発表[8]。
- 8月16日、公式SNS（Twitter[注 4]・Instagram）と公式YouTubeチャンネルを開設した[39][40]。
- 10月8日・9日、それぞれ大阪・なんばHatch、東京・品川ステラボールにて、自身初のファンクラブイベント『babu会 vol.0』を開催[41]。
- 10月9日、ジャニーズ事務所退所後初の作品である1stアルバム『二歳』を前述の自主レーベル『World art』から発売し、ソロアーティストとして再デビューを果たした[39][40]。
- 12月25日、インテックス大阪で開催された音楽フェス『FM802 30PARTY FM802 ROCK FESTIVAL RADIO CRAZY 2019』内のトリビュート企画『THE YELLOW MONKEYトリビュートLIVE』にシークレットゲストとしてサプライズ出演し、独立後初の音楽フェスへの出演を果たした[42]。

#### 2020年
- 1月28日 - 2月26日、独立後初のライブツアー『渋谷すばる LIVE TOUR 2020「二歳」』を開催[41]。同年3月に同ライブツアー内で、自身初の海外公演[41]および野外ワンマンライブ『渋谷すばる LIVE 2020「二歳と364日」』[43]を行う予定であったが、新型コロナウイルス「COVID-19」の感染拡大の影響により、両公演が中止となった[44][45]。
- 7月1日、独立後初の映像作品『Documentary Film「二歳と364日」』とライブフォトブック『Documentary Live Photo「二歳と364日」』を同時発売[46]。
- 7月3日、新型コロナウイルスが感染拡大したことによって制作された、自身初の配信限定シングル『人』を配信[47]。
- 9月26日、氣志團が主催するライブイベント『氣志團万博』のオンラインフェス『氣志團万博2020 〜家でYEAH!!〜』に出演[48][49]。
- 10月10日、万博記念公園で開催された野外音楽フェス『大阪文化芸術フェスpresents OSAKA GENKi PARK』に出演[50][51]。新型コロナウイルスの影響により、同年3月7日以降出演予定だったワンマンライブや音楽フェスが中止になっていたため、約8か月振りの有観客ライブとなった。
- 10月21日、後述のアルバム『NEED』の発売を記念した生配信ライブイベント『渋谷すばる Special Studio Session』を開催[52]。
- 11月11日、自身2作目となるフルアルバム『NEED』を発売[53]。

#### 2021年
- 4月19日、自身の楽曲「塊」がJRA日本中央競馬会「阪神競馬場 天皇賞 (春) SPECIAL MOVIE『天、駆ける春。』」のオリジナルテーマソングに起用された[54]。独立後初のタイアップであり、自身初の書き下ろし楽曲のタイアップとなった。
- 4月21日、同年4月から5月にかけて開催予定だったライブツアー『渋谷すばる LIVE TOUR 2021「NEED」』[55]が新型コロナウイルスの影響により開催中止[56]となった事を受け、自身初の有料無観客生配信ライブ『渋谷すばる ONLINE LIVE 2021「NEED」』を東京・東京ガーデンシアターで開催[57][58]。
- 5月8日、自身のファンクラブ向けのブログで結婚を発表[4][59]。関ジャニ∞の歴代メンバーで初の既婚者となった[60]。
- 9月22日、自身3作目となるフルアルバム『2021』が発売された[61]。
- 12月26日、福岡・福岡市民会館で開催されたスリーマンライブイベント『NEOLAND CASE.1』に出演[62][注 5]。尚、同イベントへの出演が、自身の結婚発表後初の公の場への出演となった。

#### 2022年
- 3月1日、フジテレビTWO『MUSIC SOUP -45r.p.m.(revolution per man)-』にゲスト出演し[64]、2018年7月8日放送（放送終了は翌9日）の前述の『関ジャム』以来、約3年8か月振り、独立後初となるテレビ番組への出演を果たした。
- 4月19日 - 27日、ファンクラブイベント『babu会 vol.1』を開催[65]。
- 5月16日、自身のファンクラブ向けのブログで、2021年に結婚した女性との間に第一子が誕生したことを発表[66][67]。関ジャニ∞の歴代メンバーでは初の父親となった。
- 8月20日、千葉・幕張メッセで開催された、日本最大級の都市型ロックフェス『SUMMER SONIC 2022』に初出演[68][69]。
- 9月14日 - 11月6日、全国ライブツアー『渋谷すばる LIVE TOUR 2022 二歳と1328日』を開催[70][71]。
- 11月15日、スカパー!のライブ番組『SPOOX MUSIC』の初回に出演し、『SPOOX MUSIC〜渋⾕すばる LIVE〜』と題したライブを神奈川・Billboard Live YOKOHAMAで開催および生中継した[72][73][74]。

#### 2023年
- 1月13日、自身の楽曲「ないしょダンス」が、ラビットハウス・丸壱動画配給映画『ひみつのなっちゃん。』の主題歌に起用された[75][76]。独立後初の映画主題歌であり、映画主題歌を書き下ろすのは初である。
- 2月5日、東京・日比谷公園大音楽堂で開催された、ライブナタリーが主催するTHE BAWDIESとの対バンイベント『ライブナタリー5周年記念公演 "渋谷すばる × THE BAWDIES"』に出演[77][78][79]。
- 4月16日 - 5月6日、ファンクラブイベント『babu会 vol.2』を開催[80][81]。
- 7月14日より、Artistspoken『I THINK』の金曜パーソナリティを担当[82]。自身の冠番組『渋谷すばるのスバラジ』シリーズ以外のラジオ番組のレギュラーパーソナリティを務めるのは初である。
- 7月16日、北海道・いわみざわ公園で開催された大型野外ロックフェス『JOIN ALIVE 2023』に初出演[83][84]。
- 8月2日、AuDeeで冠ラジオ番組『渋谷すばるのスバラDee』が開始した[85][86]。
- 8月16日 - 31日、自身のソロアーティスト活動5周年を記念し、タワーレコード渋谷店でポップアップショップ『すば基地〜The Secret base〜Vol.1』を開催[87]。これに伴い、同年8月16日にタワーレコード限定でミニアルバム『ALPACA 5』を発売[87]し、同年8月11日に同店舗で初のアコースティックライブ『すばるの部屋・1回目〜俺ん家、寄ってかへん?〜』を開催した[87]。
- 10月8日 - 12月1日、東名阪ライブツアー『渋谷すばる LIVE TOUR 2023『ん』』を開催[88]。

#### 2024年
- 3月19日 - 4月11日、ファンクラブイベント『babu会 vol.3』を開催[89]。
- 8月20日、トイズファクトリーと契約し、10月にアルバムをリリースすること、11月よりライブツアーを開催することなどを発表[7]。
- 10月16日、通算4作目となり、トイズファクトリーに所属後初となるフル・アルバム『Lov U』を発売[7]。
- 10月25日・11月1日、Amazon Prime Video配信ドラマ『龍が如く〜Beyond the Game〜』に出演[90][91]。演技作品への出演は映画『味園ユニバース』（2015年）以来約9年ぶり、連続ドラマへの出演はドラマ『パパドル!』（2012年）以来約12年ぶりとなる[注 6]。
- 11月3日 - 12月25日、ライブツアー『渋谷すばる LIVE TOUR 2024「Lov U」』を開催[7]。

#### 2025年
- 6月9日、横山裕のソロアルバム『ROCK TO YOU』の収録曲「繋がる」の作曲を担当し、ボーカルとしても参加した[92]。
- 9月20日 - 10月5日、横山との対バンイベント『横山裕×渋谷すばる』を開催予定[93]。

## 人物

### 本人
渋谷すばるの「すばる」という平仮名の名前は、兄が漢字一文字の名前であり、両親は渋谷の名前も漢字一文字にしたかったため、最初から「昴（すばる）」と決めていたが、渋谷が生まれた1981年当時は人名用漢字として「昴」の漢字が使用出来ず、それでも「"すばる"という名前が良い」という話になり、平仮名で「すばる」という名前となった。なお、自身の弟の名前は兄と同様に漢字一文字である。
関ジャニ∞のファンを意味する『eighter』（エイター）の名付け親である。ファンのことを『eighter』と呼ぶことで、少しでもメンバーとファンの距離が近くなって欲しいという想いが込められている。
小さい頃のあだ名は「ばぶ」。当時「すばる」と言えず「しゅばぶ」と言っていたことが由来である。
幼少期は落ち着きがなく、突発的な行動が多い子供だったが、出たがりや目立ちたがりというわけではなかったという。渋谷曰く「どのグループにも属されない変な子」だったという。
幼少期の習い事は多く、幼稚園の時はピアノや空手、小学生の時は野球や器械体操や水泳を行っており、中学生の時はサッカー部に所属していた。しかし、どれも長続きしなかったという。

### 家族
3人兄弟の次男。
2021年5月8日に自身のファンクラブ向けのブログにて結婚を発表し、「Shubabuの皆様へお知らせでございます」と題した文書で、「プライベートのことで恐縮ですが、この度、結婚いたしましたことをご報告させて頂きます」と喜びを報告。「今後も変わらず真摯に自分の音楽に向き合っていきます。これからも宜しくお願い致します。人生は楽しい」と意欲を綴っている。結婚相手の詳細については非公開としている。
2022年5月16日には、「この度、第一子が誕生しまして、様々な発見や、知らなかったことを知ったりなど、忙しくも、充実した日々を過ごしております」として、相手の女性との間に第一子が誕生したことを同じくブログにて発表。「新たな感覚や価値観など、教わることが沢山あり、改めて、生きているということがどれだけ大きいことなのかということを感じております」と父親になったことでの心境の変化も報告した。

### 交友関係
横山裕とは、プライベートで遊んだり旅行したりする仲であり、仕事以外で一緒に過ごした時間が一番長い人物であると語っている。また、横山も渋谷のことを「気の知れた友達みたい」と語っている。なお、横山と遊ぶ時は仕事の話は全くせず、そもそも会話を全くしない時間もあるが、「それが全然苦じゃない人」であり、「熟年夫婦みたいな感じ」と語っている。さらに、グループ脱退後の2025年には横山のソロアルバム『ROCK TO YOU』の収録曲「繋がる」の作曲を担当し、ボーカルとしても参加した。
村上信五とは、実家からの最寄り駅が隣同士で地元が近かったこともあり、関西ジャニーズJr.時代はいつも一緒に電車で仕事場に通っていた。また、村上とは笑いの感覚が似ており共感出来るものが多かったといい、村上との二人舞台『「未定」壱』では、台本や演出も全て2人で企画出来たため、「俺らがそんなことまでやらせてもらえるようになったんや」、「頑張っていれば自分のやりたいことをやるチャンスももらえるんや」と考えるきっかけになり、自身の中で転機になったという。
A.B.C-Zの橋本良亮とは、年齢が一回り離れているが、2009年に上演された舞台『DREAM BOYS』で共演して以来「親友」と語るほど親しい関係である。

### 音楽活動
圧倒的な声量と歌唱力は音楽業界でも認められるほど評価が高く、関ジャニ∞ではメインボーカルを務めており、グループ時代にもソロデビューを果たしている。
幼稚園の時にはピアノを習っていた。
初めてギターを購入したのはYAMAHAのアコースティック・ギター。「番組のロケでギターを買いに行きスタジオで披露する」という企画で購入したのがきっかけだという。
グループ時代には、自身のソロ曲や関ジャニ∞の楽曲で作詞・作曲を多く務め、独立後もミニアルバム『ALPACA 5』までのオリジナル曲全ての作詞・作曲・編曲を担当している。
タイアップに対する書き下ろし楽曲の制作は、決められたテーマに向けて制作していくため、楽曲のイメージが出来るのは凄く早いが、歌詞に関しては、「自分とは全くかけ離れた内容」や「作品の言葉」として考えていく場合があるため、制作に時間がかかることがあるという。しかし、渋谷曰く「どれだけ自分のテイストを入れながら（タイアップ作品に）寄り添えるか」という感覚で制作に取り組んでいるため、タイアップの無い自身のアルバム収録曲などを制作するよりもワクワク感のような楽しさがあり、「自分になり過ぎないように寄り添わせるのが楽しい」と語っている。
「ひとつのうた」など、関ジャニ∞の曲には渋谷がタイトルを決めたものがある。

#### 使用器材
- エレクトリック・ギター
  - Gibson『Flying V 1974年製』[104]
  - Fender USA Custom Shop『Eric Clapton Stratocaster』[104]
- アコースティック・ギター
  - Gibson『SJ-200 Pete Townshend』[104]
  - Nostalgia『N1 "Reminisce" Vintage Sunburst』[108]
- アンプ
  - Marshall『JCM2000 DSL100』[104]
  - Marshall『1960A』[104]
- エフェクター
  - KORG『VP-10』[104]

### 趣味・嗜好
古着が好き。
小学校高学年の時に、家族と親戚の家に行った際に、親戚の息子から歌番組を録画したビデオテープを見せてもらったところ、その番組に出演していたTHE BLUE HEARTSの映像を初めて観て衝撃を受けたという。しかし、この時は出演していたバンドがTHE BLUE HEARTSだという認識はなく、その後は後述の出来事がTHE BLUE HEARTSとの出会いだと勘違いしていたが、2015年付近にその親戚と久々に会い、この話をしたことから、実は小学生の時にTHE BLUE HEARTSを見ていた事実を知ったという。
中学生の時に、友人がギターを始めてバンドを組んだりしていたが、当初はそれをそこまでカッコ良いとは思わなかったという。しかし、中学2年生の時に、ファッションに興味を持ち始め、ファッション雑誌を読むようになると、そこに掲載されていた、当時THE BLUE HEARTSの甲本ヒロト（現：ザ・クロマニヨンズ）を見て「何！この人、めっちゃカッコええやん！」と感銘を受け、そこからTHE BLUE HEARTSの楽曲を聴き漁ったり、「ヒロトになりたい」と考え、近所のフリーマーケットで古着や細身のブラックデニムやドクターマーチンの靴などを着用し、甲本の衣装を真似したりしていた。
初めて買ったCDはEAST END×YURIの『DA.YO.NE』。
初めて行ったライブはSHIBUYA-AXで開催された↑THE HIGH-LOWS↓。
趣味は絵を描くこと。しかし、元々子供の頃から絵を描くことが好きだったわけではなく、関ジャニ∞のツアーグッズで絵本を作ったのがきっかけでプライベートでも曲作りの合間などに絵を描くようになり、そこから徐々に好きになっていった。絵を描き始めると、絵のことしか考えなくなるほど集中出来る感覚が楽しいという。
紙に絵を描く場合はアクリル絵具を使うことが多く、手間のかかる油絵具はあまり使用しないという。また、iPadで絵を描く場合もあるという。

### Mステでのソロ歌唱
1997年に上演された舞台『KYO TO KYO』への出演が決まり、当時社長のジャニー喜多川から「歌、歌える？」と聞かれ、歌唱経験がほとんど無かったことから「分からないです」と答えたものの、一度ジャニーの前で「愛してる 愛してない」を歌ったところ、ジャニーから好評であり、実際に『KYO TO KYO』で同曲を歌うことになり、舞台での歌唱も好評だったため、ジャニーズJr.として初出演した『ミュージックステーション』（テレビ朝日系列）でもソロで同曲を歌唱した。
すると、『ミュージックステーション』の反響がとても大きく、出演翌日にも『KYO TO KYO』への出演があり、同舞台でも「愛してる 愛してない」を歌ったところ、驚くほどに歓声が上がったという。また、当時は電車で仕事場に通っていたが、渋谷が電車に乗ると車両がファンでいっぱいになるほどの人気があったという。

### 東の滝沢、西のすばる
上述の『ミュージックステーション』でのソロ歌唱以降、ドラマやテレビ番組への出演などが急増し、ジャニーズJr.全体のドームツアーの際にソロ歌唱を任されるなど、当時ジャニーズJr.の中で内で圧倒的な人気を誇っていた滝沢秀明と共に「東の滝沢、西のすばる」と呼ばれ、関西ジャニーズJr.の中心メンバーとして人気を博した。
また、当時滝沢とはとても仲が良かったといい、毎日のように滝沢の家におり、ずっと一緒にいたという。
この時期は忙しすぎて時間がなく、何も考えられなかったというが、滝沢については、「タッキーは特別な存在だった」、「あの人がいなかったら、たぶん、もうとっくに俺は終わってると思う」「タッキーがいたから自分を保てた」と語っている。
2015年度の『ジャニーズカウントダウン 2015-2016』では、「初夢2ショット」と題して、事前に視聴者から「見てみたい2ショット」のアンケートを実施した結果、自身と滝沢の組み合わせが1位を獲得し、「東の滝沢」と「西のすばる」と書かれたTシャツをそれぞれ着て、「東の滝沢、西のすばる」と呼ばれていた当時歌っていた嵐の「明日に向かって」を2人で披露した。

### 挫折と再起
1999年の17歳の時、ドラマ『あぶない放課後』（テレビ朝日系列）で、当時ジャニーズJr.だった二宮和也（嵐）とW主演を務めたことで大きな話題となり、この時期が一番忙しかった時期だと語っている。
自身は既に上京していたが、ほかのジャニーズJr.と共に合宿所で生活しており、同ドラマの終了と同時に合宿所を出て、一人暮らしを始めた。すると、今までずっと誰かがそばに居た状態で気が休まらなかったが、一人暮らしのため自分だけの時間が増え、我に返って自分を考え直すことが出来たという。
しかし、「俺、何がしたいんやろ？」と悩み始め、それまで無我夢中で仕事をこなしてきたが、「アイドル」や「ジャニーズ」や「Jr.」として一括りにされることに違和感を覚えはじめ、同時期に一人暮らしを始めたことで、余計に一度立ち止まって考える時間が出来たという。そこで、初めて立ち止まって考えた時に、「このままじゃ嫌や」「自分だけの何かをやりたい」と考え、事務所に「仕事を控えさせて欲しい」と頼んだという。
当時のことを渋谷は「自分が誰なのかも、自分が何をやっているのかも、ほんまに解らんようになった」「壊れそうやった」と語っている。
すると、事務所から注意されることはなかったものの、19歳の時には月に1本仕事があるかどうかという状況にまでなり、一度は芸能活動を辞めることも考えたという。
そんな中、2001年に事務所が渋谷のもとにスペシャルドラマ『プラトニック・セックス -娘の叫び! 親の涙…そして親子の闘いが始まる-』の話を持ち込み、脚本を面白いと感じ、監督に「やらせてください」と頭を下げ、オファーを受けた。その監督からは「君は本物だね」と褒められたという。同作をきっかけに、「俺はこの仕事、この世界全部が嫌いなわけではない」「"アイドル"と呼ばれることはどうでも良い」ということを自覚出来たといい、とても大きな出来事だったいう。
その後、2002年に関西ジャニーズJr.で舞台『ANOTHER』を上演するということになり、東京の家を引き払って再び大阪で暮らし始め、後の関ジャニ∞となるメンバーと再会し、そこでメンバーそれぞれが当時苦難を経験していたのを知り、「みんな俺と同じだけ苦しんでるんや」「だったらこのみんなと一緒に頑張ってみようかな」と考えるようになり、仲間意識が初めて生まれたことで「俺は変われた」と語っている。また、『ANOTHER』では初めて「仕事」として捉えるようになったといい、それまではただ与えられた仕事をこなすだけだったが、「どうしたら（観客に）観に来てもらえるか」や「どうしたら喜んでもらえるか」をメンバーと共に必死に考え、仕事に対して本気で取り組み始めたという。
また、『ANOTHER』の際に、前述の通り仕事をあまりしていない時期があったことから、久々にステージに上がった時に、目の前のファンが号泣していたのを目の当たりにし、「こんなに俺を待っていてくれた人がおった」「ほんまにありがたいな」と実感したことで、ファンへの感謝の想いが強くなったという。

### 関ジャニ∞からの脱退、事務所退所
自身が35歳を過ぎた辺りから、「だいたい人生半分くらい来たのかな」とぼんやり考え始め、2018年1月にはジャニーズ事務所からの退所の意志が固まった。
同年2月15日、メンバーに対して退所の申し入れを行った。
同年4月10日、丸山の主演舞台の大阪公演からの帰京を待ち、最終的な話し合いが行われた。関ジャニ∞全員が集まって話し合いを行ったのは2回で、後は各々と話し合いを行ったという。
同年4月13日、マスコミに第一報として「関ジャニ∞より皆様へご報告があり、記者会見を執り行うことになりました」という内容のFAXが送られた。そのFAXにはほかに会見場所の記載があったものの、会見内容については一切記載が無かったという。また、同日に当時ジャニーズ事務所の社長だったジャニー喜多川にも電話で今回の経緯と感謝を直接報告し、ジャニーからは「そう決めた以上は応援するしかない」「頑張りなさい」と言われたという。
同年4月15日、約200人のマスコミを集め、東京都内のホテルで安田を除く関ジャニ∞のメンバー6人が記者会見を行った。その際、通常は会場の受付で会見の資料が手渡されるが、今回は集まった記者が着席し、「会見がスタートする」というアナウンスがあった後に資料が配られたという。その資料には、「関ジャニ∞・渋谷すばるが2018年12月31日をもってジャニーズ事務所を退所する」ということや、退所に至るまでの経緯や関ジャニ∞の今後についてなどが詳細に書かれていたという。また、ファンに向けても「関ジャニ∞を応援してくださっているファンの皆さまへ」。なお、ジャニーズ事務所の所属アーティストの退所に伴う記者会見が行われること自体が異例であるが、さらにメンバーが同席した会見を行うことは極めて異例である。
退所の理由として、「海外で音楽を学び、今後さらに自分の音楽というものを深く追求していきたい」「ここから先の人生は、自分だけの責任でどこまでやれるかっていうことに今後の人生を懸けてみたい」と考えたことを語っている。この考えに至った直接的なきっかけはないというが、2018年までの数年は、関ジャニ∞としてもソロとしても音楽活動が盛んであり、主演映画『味園ユニバース』やソロツアー、そして音楽フェスに複数回出演して、音楽に対する気持ちが強くなっていったという。また、独立後のインタビューでは、退所理由について「グループでは出来ないの音楽をやりたいから」というわけではないと語っている。なお、一部媒体で「バラエティ番組に出演するのが嫌だった」と報じられたが、これは完全に否定している。
関ジャニ∞という存在に対して、渋谷は「間違いなく一番自分の中では大切で大きい存在」「家族より長い時間を共に過ごしてきた人達」「本当に心からの感謝」「関ジャニ∞というグループで活動させて頂けたんだというのは、自分の人生の中で一番の誇り」と語っている。また、関ジャニ∞の活動の中で一番印象に残っている思い出として、「メンバーと何気ない、楽屋とかでしょうもない話をしている、バカ笑いしているような顔とか空気とか。それがいつも絶え間なくずっとあった」と関ジャニ∞の日常の空気感を挙げた。
メンバーやスタッフに退所の決意を報告した時は既に後述のベストアルバム『GR8EST』の制作や同作を引っさげたライブツアー『KANJANI'S EIGHTERTAINMENT GR8EST』の準備が始まっていたため、「自分が把握している全ての仕事は最後まで責任を持ってやらせて頂きます」と伝えたが、残りのメンバー6人や事務所のスタッフによる話し合いの結果、アルバムのみの参加でツアーには不参加という結果となった。また、既に撮影済みのCMは2018年末まで放映された。
同年5月30日、関ジャニ∞として最後の作品であるベストアルバム『GR8EST』を発売した。
同年6月27日、『「おつかれリセットフライデー」PR発表会』に出席し、7人体制最後の公の場への出演となった。
同年6月27日 - 7月7日、各音楽番組・冠番組で関ジャニ∞として最後の出演を行った。番組の詳細は以下の通り。
- 6月27日：『テレ東音楽祭2018』（テレビ東京系列）[129]
- 7月1日（6月30日深夜）：『関ジャニ∞ 渋谷すばるのスバラジ』（NACK5）[130]
- 7月2日：『ペコジャニ∞!』（TBS系列）[131]
- 7月5日（4日深夜）：『関ジャニ∞のジャニ勉』（関西テレビ）[132]
- 7月6日：『ミュージックステーション』（テレビ朝日系列）[133]
- 7月7日：『関ジャニ∞クロニクル』（フジテレビ系列）[134]、『THE MUSIC DAY』（日本テレビ系列）[135]

同年7月8日、関ジャニ∞の冠番組『関ジャム 完全燃SHOW』（テレビ朝日系列）に生出演し、この放送をもって関ジャニ∞としての活動を終了した。なお、同番組の放送時間が23時10分 - 翌0時5分（JST）だったため、実際に活動を終了した日は翌日の7月9日となる。
同年12月31日、関ジャニ∞から脱退し、ジャニーズ事務所を退所した。
関ジャニ∞として活動を終えて以降は、アジアからヨーロッパまで様々な国や土地を旅し、多種多様な文化や人と触れ合った。その理由として、バックパッカーのような旅をそれまで中々出来なかったということもあり、「そういう旅をしてみて自分が何を感じるのかということにも興味があった」という。また、海外では自身のことを知らない人が多いため、人の目を全く気にせずに過ごせたことで、「原点に戻る」感じであり、「ただの"人"として旅が出来た」と語っている。この旅を経て、「自分は自分で良いんだ」ということを再認識出来たといい、「こういうことを表現するべきだ」という自分なりのメッセージが見つかり、それを後述のアルバム『二歳』では表現しているという。
2019年2月28日、自身のホームページで生存報告を行い、同年10月9日にアルバム『二歳』を発売し、ソロアーティストとして再デビューを果たした。
関ジャニ∞のメンバーについて、2024年のインタビューにて「（関ジャニ∞は）僕の大切な時間だった」「みんな仲間ですから」「7人で必死に走っていたあの頃は、今でも何一つ忘れていない。ずっと胸の中にあります」と語っている。

### トラブル
2015年、主演映画『味園ユニバース』の宣伝で出演した生放送番組での態度がネットを中心に物議をかもし、直筆で謝罪した。

## 所属グループ
※CDデビューしたグループのみ。
- 関ジャニ∞（2002年 - 2018年）[21][9]

## ディスコグラフィ
- 出典・規格品番などの作品の詳細は各項を参照。
- CDは全て12cmCDでの発売。
- CDの初動売上・最高位は週間オリコンチャートでの記録を示す。

### シングル

#### CDシングル
| ＃               | 発売日           | タイトル            | 販売形態           | 初動売上         | 最高位           | 収録アルバム     |
| INFINITY RECORDS | INFINITY RECORDS | INFINITY RECORDS    | INFINITY RECORDS   | INFINITY RECORDS | INFINITY RECORDS | INFINITY RECORDS |
| ---------------- | ---------------- | ------------------- | ------------------ | ---------------- | ---------------- | ---------------- |
| 1                | 2015年2月11日    | 記憶/ココロオドレバ | 初回限定盤(CD+DVD) | 10.1万枚         | 1位              | 未収録           |
| 1                | 2015年2月11日    | 記憶/ココロオドレバ | 通常盤(CD)         | 10.1万枚         | 1位              | 未収録           |

#### デジタルシングル
- 太字は配信限定シングル。
- 太字でないものはアルバム収録曲の先行配信。

| 配信日                                      | タイトル                                    | 最高位                                      | 最高位                                      | 収録アルバム                                |
| 配信日                                      | タイトル                                    | オリコン DS                                 | Billboard DL                                | 収録アルバム                                |
| World art（ワーナーミュージック・ジャパン） | World art（ワーナーミュージック・ジャパン） | World art（ワーナーミュージック・ジャパン） | World art（ワーナーミュージック・ジャパン） | World art（ワーナーミュージック・ジャパン） |
| ------------------------------------------- | ------------------------------------------- | ------------------------------------------- | ------------------------------------------- | ------------------------------------------- |
| 2019年9月13日                               | ワレワレハニンゲンダ                        | 37位                                        | 27位                                        | 二歳                                        |
| 2019年9月20日                               | アナグラ生活                                | －                                          | 44位                                        | 二歳                                        |
| 2019年9月27日                               | ぼくのうた                                  | 47位                                        | 41位                                        | 二歳                                        |
| 2020年7月3日                                | 人                                          | 43位                                        | 21位                                        | NEED                                        |
| 2020年10月30日                              | 風のうた                                    | －                                          | －                                          | NEED                                        |
| World art                                   |                                             |                                             |                                             |                                             |
| 2022年9月7日                                | 7月5日                                      | －                                          | －                                          | ALPACA 5                                    |
| 2022年10月5日                               | ぼーにんげん                                | －                                          | －                                          | ALPACA 5                                    |
| 2022年11月2日                               | これ                                        | －                                          | －                                          | ALPACA 5                                    |
| 2022年12月7日                               | Stir                                        | －                                          | －                                          | ALPACA 5                                    |
| 2023年1月11日                               | ないしょダンス                              | －                                          | －                                          | ALPACA 5                                    |
| トイズファクトリー                          |                                             |                                             |                                             |                                             |
| 2024年8月21日                               | 人間讃歌                                    | －                                          | －                                          | Lov U                                       |
| 2024年9月18日                               | 君らしくね                                  | －                                          | －                                          | Lov U                                       |
| 2025年3月12日                               | さらば                                      | －                                          | －                                          | 未収録                                      |

### アルバム

#### オリジナル・アルバム
| ＃                                          | 発売日                                      | タイトル                                    | 販売形態                                    | 初動売上                                    | 最高位                                      |
| World art（ワーナーミュージック・ジャパン） | World art（ワーナーミュージック・ジャパン） | World art（ワーナーミュージック・ジャパン） | World art（ワーナーミュージック・ジャパン） | World art（ワーナーミュージック・ジャパン） | World art（ワーナーミュージック・ジャパン） |
| ------------------------------------------- | ------------------------------------------- | ------------------------------------------- | ------------------------------------------- | ------------------------------------------- | ------------------------------------------- |
| 1                                           | 2019年10月9日                               | 二歳                                        | 初回限定盤(CD+DVD)                          | 6.9万枚                                     | 4位                                         |
| 1                                           | 2019年10月9日                               | 二歳                                        | 通常盤(CD)                                  | 6.9万枚                                     | 4位                                         |
| 1                                           | 2019年11月6日                               | 二歳                                        | アナログ盤(LP)                              | 6.9万枚                                     | 4位                                         |
| 2                                           | 2020年11月11日                              | NEED                                        | CD盤(CD)                                    | 2.1万枚                                     | 4位                                         |
| 2                                           | 2020年11月11日                              | NEED                                        | アナログ盤(LP)                              | 2.1万枚                                     | 4位                                         |
| 3                                           | 2021年9月22日                               | 2021                                        | 初回限定盤(CD+DVD)                          | 1.1万枚                                     | 9位                                         |
| 3                                           | 2021年9月22日                               | 2021                                        | 通常盤(CD)                                  | 1.1万枚                                     | 9位                                         |
| 3                                           | 2021年9月22日                               | 2021                                        | アナログ盤(LP)                              | 1.1万枚                                     | 9位                                         |
| トイズファクトリー                          |                                             |                                             |                                             |                                             |                                             |
| 4                                           | 2024年10月16日                              | Lov U                                       | 初回生産限定盤(CD+BD)                       | 0.3万枚                                     | 11位                                        |
| 4                                           | 2024年10月16日                              | Lov U                                       | 通常盤(CD)                                  | 0.3万枚                                     | 11位                                        |

#### ミニ・アルバム
| ＃        | 発売日        | タイトル  | 販売形態   | 初動売上  | 最高位    |
| World art | World art     | World art | World art  | World art | World art |
| --------- | ------------- | --------- | ---------- | --------- | --------- |
| 1         | 2023年8月16日 | ALPACA 5  | 通常盤(CD) | 0.1万枚   | 29位      |

#### カバー・アルバム
| ＃               | 発売日           | タイトル         | 販売形態           | 初動売上         | 最高位           |
| INFINITY RECORDS | INFINITY RECORDS | INFINITY RECORDS | INFINITY RECORDS   | INFINITY RECORDS | INFINITY RECORDS |
| ---------------- | ---------------- | ---------------- | ------------------ | ---------------- | ---------------- |
| 1                | 2016年2月10日    | 歌               | 初回限定盤(CD+DVD) | 6.4万枚          | 5位              |
| 1                | 2016年2月10日    | 歌               | 通常盤(CD)         | 6.4万枚          | 5位              |

### 映像作品
| ＃                                          | 発売日           | タイトル                            | 販売形態                  | 最高位           | 最高位           |
| ＃                                          | 発売日           | タイトル                            | 販売形態                  | DVD              | BD               |
| INFINITY RECORDS                            | INFINITY RECORDS | INFINITY RECORDS                    | INFINITY RECORDS          | INFINITY RECORDS | INFINITY RECORDS |
| ------------------------------------------- | ---------------- | ----------------------------------- | ------------------------- | ---------------- | ---------------- |
| 1                                           | 2015年9月16日    | 記憶 〜渋谷すばる/1562              | 初回限定盤(2DVD)          | 1位              | 1位              |
| 1                                           | 2015年9月16日    | 記憶 〜渋谷すばる/LIVE TOUR 2015    | 通常盤(DVD+CD)            | 1位              | 1位              |
| 1                                           | 2015年9月16日    | 記憶 〜渋谷すばる/LIVE TOUR 2015    | Blu-ray盤(BD+CD)          | 1位              | 1位              |
| 2                                           | 2016年9月21日    | 渋谷すばる LIVE TOUR 2016 歌        | DVD盤(3DVD)               | 1位              | 1位              |
| 2                                           | 2016年9月21日    | 渋谷すばる LIVE TOUR 2016 歌        | Blu-ray盤(2BD)            | 1位              | 1位              |
| World art（ワーナーミュージック・ジャパン） |                  |                                     |                           |                  |                  |
| 3                                           | 2020年7月1日     | Documentary Film「二歳と364日」     | DVD盤(2DVD)               | －               | －               |
| 3                                           | 2020年7月1日     | Documentary Film「二歳と364日」     | Blu-ray盤(BD)             | －               | －               |
| World art                                   |                  |                                     |                           |                  |                  |
| 4                                           | 2023年8月4日     | babu会 vol.2 2023.05.06 @Zepp Namba | 通常盤(DVD)               | －               | N/A              |
| トイズファクトリー                          |                  |                                     |                           |                  |                  |
| 5                                           | 2025年5月28日    | 渋谷すばる LIVE TOUR 2024「Lov U」  | 完全生産限定盤(2BD+GOODS) | N/A              | 7位              |
| 5                                           | 2025年5月28日    | 渋谷すばる LIVE TOUR 2024「Lov U」  | 通常盤(BD)                | N/A              | 7位              |

### 参加作品
- 音源化されている楽曲のみ記述。
- 関ジャニ∞への参加は割愛。

| 発売日       | 曲名   | アーティスト | 収録作品    | 備考 |
| ------------ | ------ | ------------ | ----------- | ---- |
| 2025年6月9日 | 繋がる | 横山裕       | ROCK TO YOU |      |

## タイアップ
| 曲名                    | タイアップ                                                                                        |
| ----------------------- | ------------------------------------------------------------------------------------------------- |
| Believe Your Smile      | テレビ朝日系月曜ドラマ・イン『あぶない放課後』主題歌                                              |
| 記憶                    | ギャガ配給映画『味園ユニバース』主題歌                                                            |
| ココロオドレバ          | ギャガ配給映画『味園ユニバース』主題歌                                                            |
| 塊                      | JRA日本中央競馬会「阪神競馬場 天皇賞 (春) SPECIAL MOVIE『天、駆ける春。』」オリジナルテーマソング |
| ないしょダンス          | ラビットハウス・丸壱動画配給映画『ひみつのなっちゃん。』主題歌                                    |
| 人間讃歌 -関西電力ver.- | 関西電力「想いよ灯れ」編CMソング                                                                  |

## ライブ
- ソロ活動のライブのみ記述。
- 単独記事がある各ライブおよびイベントの詳細や出典は各ページを参照。

### ワンマンライブ
| 開始年 | 日程                               | ライブタイトル                         | 開催日 | 開催日 | 会場                                           |
| ------ | ---------------------------------- | -------------------------------------- | ------ | ------ | ---------------------------------------------- |
| 2015年 | 全13公演 1月18日 - 2月25日         | 渋谷すばる LIVE TOUR 2015              | 1月    | 18日   | 味園ユニバース（大阪府）                       |
| 2015年 | 全13公演 1月18日 - 2月25日         | 渋谷すばる LIVE TOUR 2015              | 1月    | 19日   | 味園ユニバース（大阪府）                       |
| 2015年 | 全13公演 1月18日 - 2月25日         | 渋谷すばる LIVE TOUR 2015              | 1月    | 27日   | なんばHatch（大阪府）                          |
| 2015年 | 全13公演 1月18日 - 2月25日         | 渋谷すばる LIVE TOUR 2015              | 1月    | 28日   | なんばHatch（大阪府）                          |
| 2015年 | 全13公演 1月18日 - 2月25日         | 渋谷すばる LIVE TOUR 2015              | 1月    | 30日   | Zepp Fukuoka（福岡県）                         |
| 2015年 | 全13公演 1月18日 - 2月25日         | 渋谷すばる LIVE TOUR 2015              | 2月    | 2日    | Zepp Sapporo（北海道）                         |
| 2015年 | 全13公演 1月18日 - 2月25日         | 渋谷すばる LIVE TOUR 2015              | 2月    | 4日    | NIIGATA LOTS（新潟県）                         |
| 2015年 | 全13公演 1月18日 - 2月25日         | 渋谷すばる LIVE TOUR 2015              | 2月    | 12日   | 仙台Rensa（宮城県）                            |
| 2015年 | 全13公演 1月18日 - 2月25日         | 渋谷すばる LIVE TOUR 2015              | 2月    | 16日   | Zepp Nagoya（愛知県）                          |
| 2015年 | 全13公演 1月18日 - 2月25日         | 渋谷すばる LIVE TOUR 2015              | 2月    | 18日   | 広島CLUB QUATTRO（広島県）                     |
| 2015年 | 全13公演 1月18日 - 2月25日         | 渋谷すばる LIVE TOUR 2015              | 2月    | 20日   | 高松オリーブホール（香川県）                   |
| 2015年 | 全13公演 1月18日 - 2月25日         | 渋谷すばる LIVE TOUR 2015              | 2月    | 24日   | Zepp DiverCity（東京都）                       |
| 2015年 | 全13公演 1月18日 - 2月25日         | 渋谷すばる LIVE TOUR 2015              | 2月    | 25日   | Zepp DiverCity（東京都）                       |
| 2016年 | 全10公演 2月18日 - 3月27日         | 渋谷すばる LIVE TOUR 2016 歌           | 2月    | 18日   | Zepp Nagoya（愛知県）                          |
| 2016年 | 全10公演 2月18日 - 3月27日         | 渋谷すばる LIVE TOUR 2016 歌           | 2月    | 19日   | Zepp Nagoya（愛知県）                          |
| 2016年 | 全10公演 2月18日 - 3月27日         | 渋谷すばる LIVE TOUR 2016 歌           | 2月    | 25日   | Zepp Namba（大阪府）                           |
| 2016年 | 全10公演 2月18日 - 3月27日         | 渋谷すばる LIVE TOUR 2016 歌           | 2月    | 26日   | Zepp Namba（大阪府）                           |
| 2016年 | 全10公演 2月18日 - 3月27日         | 渋谷すばる LIVE TOUR 2016 歌           | 3月    | 4日    | Zepp Fukuoka（福岡県）                         |
| 2016年 | 全10公演 2月18日 - 3月27日         | 渋谷すばる LIVE TOUR 2016 歌           | 3月    | 13日   | Zepp Sapporo（北海道）                         |
| 2016年 | 全10公演 2月18日 - 3月27日         | 渋谷すばる LIVE TOUR 2016 歌           | 3月    | 17日   | Zepp DiverCity（東京都）                       |
| 2016年 | 全10公演 2月18日 - 3月27日         | 渋谷すばる LIVE TOUR 2016 歌           | 3月    | 18日   | Zepp DiverCity（東京都）                       |
| 2016年 | 全10公演 2月18日 - 3月27日         | 渋谷すばる LIVE TOUR 2016 歌           | 3月    | 26日   | 両国国技館（東京都）                           |
| 2016年 | 全10公演 2月18日 - 3月27日         | 渋谷すばる LIVE TOUR 2016 歌           | 3月    | 27日   | 両国国技館（東京都）                           |
| 2020年 | 全11公演 1月28日 - 2月26日         | 渋谷すばる LIVE TOUR 2020「二歳」      | 1月    | 18日   | 幕張メッセ（千葉県）                           |
| 2020年 | 全11公演 1月28日 - 2月26日         | 渋谷すばる LIVE TOUR 2020「二歳」      | 1月    | 19日   | 幕張メッセ（千葉県）                           |
| 2020年 | 全11公演 1月28日 - 2月26日         | 渋谷すばる LIVE TOUR 2020「二歳」      | 2月    | 6日    | 仙台サンプラザホール（宮城県）                 |
| 2020年 | 全11公演 1月28日 - 2月26日         | 渋谷すばる LIVE TOUR 2020「二歳」      | 2月    | 10日   | 広島文化学園HBGホール（広島県）                |
| 2020年 | 全11公演 1月28日 - 2月26日         | 渋谷すばる LIVE TOUR 2020「二歳」      | 2月    | 11日   | 山口市民会館（山口県）                         |
| 2020年 | 全11公演 1月28日 - 2月26日         | 渋谷すばる LIVE TOUR 2020「二歳」      | 2月    | 14日   | 静岡市民文化会館（静岡県）                     |
| 2020年 | 全11公演 1月28日 - 2月26日         | 渋谷すばる LIVE TOUR 2020「二歳」      | 2月    | 17日   | 名古屋国際会議場 センチュリーホール（愛知県）  |
| 2020年 | 全11公演 1月28日 - 2月26日         | 渋谷すばる LIVE TOUR 2020「二歳」      | 2月    | 20日   | 札幌文化芸術劇場hitaru（北海道）               |
| 2020年 | 全11公演 1月28日 - 2月26日         | 渋谷すばる LIVE TOUR 2020「二歳」      | 2月    | 21日   | 札幌文化芸術劇場hitaru（北海道）               |
| 2020年 | 全11公演 1月28日 - 2月26日         | 渋谷すばる LIVE TOUR 2020「二歳」      | 2月    | 25日   | 福岡サンパレスホテル&ホール（福岡県）          |
| 2020年 | 全11公演 1月28日 - 2月26日         | 渋谷すばる LIVE TOUR 2020「二歳」      | 2月    | 26日   | 福岡サンパレスホテル&ホール（福岡県）          |
| 2020年 | 中止公演：全4公演 3月5日 - 3月11日 | 渋谷すばる LIVE TOUR 2020「二歳」      | 3月    | 5日    | バンダイナムコ上海文化センター（中国・上海市） |
| 2020年 | 中止公演：全4公演 3月5日 - 3月11日 | 渋谷すばる LIVE TOUR 2020「二歳」      | 3月    | 7日    | ATT SHOW BOX Dazhi（台湾・台北市）             |
| 2020年 | 中止公演：全4公演 3月5日 - 3月11日 | 渋谷すばる LIVE TOUR 2020「二歳」      | 3月    | 8日    | ATT SHOW BOX Dazhi（台湾・台北市）             |
| 2020年 | 中止公演：全4公演 3月5日 - 3月11日 | 渋谷すばる LIVE TOUR 2020「二歳」      | 3月    | 11日   | Music Zone @ E-Max（香港）                     |
| 2020年 | 全1公演 3月17日（中止）            | 渋谷すばる LIVE 2020「二歳と364日」    | 3月    | 17日   | 舞洲スポーツアイランド（大阪府）               |
| 2021年 | 全16公演 4月8日 - 5月28日（中止）  | 渋谷すばる LIVE TOUR 2021「NEED」      | 4月    | 8日    | 福岡サンパレスホテル&ホール（福岡県）          |
| 2021年 | 全16公演 4月8日 - 5月28日（中止）  | 渋谷すばる LIVE TOUR 2021「NEED」      | 4月    | 9日    | 福岡サンパレスホテル&ホール（福岡県）          |
| 2021年 | 全16公演 4月8日 - 5月28日（中止）  | 渋谷すばる LIVE TOUR 2021「NEED」      | 4月    | 12日   | 名古屋国際会議場 センチュリーホール（愛知県）  |
| 2021年 | 全16公演 4月8日 - 5月28日（中止）  | 渋谷すばる LIVE TOUR 2021「NEED」      | 4月    | 13日   | 名古屋国際会議場 センチュリーホール（愛知県）  |
| 2021年 | 全16公演 4月8日 - 5月28日（中止）  | 渋谷すばる LIVE TOUR 2021「NEED」      | 4月    | 20日   | 東京ガーデンシアター（東京都）                 |
| 2021年 | 全16公演 4月8日 - 5月28日（中止）  | 渋谷すばる LIVE TOUR 2021「NEED」      | 4月    | 21日   | 東京ガーデンシアター（東京都）                 |
| 2021年 | 全16公演 4月8日 - 5月28日（中止）  | 渋谷すばる LIVE TOUR 2021「NEED」      | 4月    | 26日   | カナモトホール（北海道）                       |
| 2021年 | 全16公演 4月8日 - 5月28日（中止）  | 渋谷すばる LIVE TOUR 2021「NEED」      | 4月    | 27日   | カナモトホール（北海道）                       |
| 2021年 | 全16公演 4月8日 - 5月28日（中止）  | 渋谷すばる LIVE TOUR 2021「NEED」      | 5月    | 12日   | 広島文化学園HBGホール（広島県）                |
| 2021年 | 全16公演 4月8日 - 5月28日（中止）  | 渋谷すばる LIVE TOUR 2021「NEED」      | 5月    | 13日   | 広島文化学園HBGホール（広島県）                |
| 2021年 | 全16公演 4月8日 - 5月28日（中止）  | 渋谷すばる LIVE TOUR 2021「NEED」      | 5月    | 19日   | 仙台サンプラザホール（宮城県）                 |
| 2021年 | 全16公演 4月8日 - 5月28日（中止）  | 渋谷すばる LIVE TOUR 2021「NEED」      | 5月    | 20日   | 仙台サンプラザホール（宮城県）                 |
| 2021年 | 全16公演 4月8日 - 5月28日（中止）  | 渋谷すばる LIVE TOUR 2021「NEED」      | 5月    | 24日   | グランキューブ大阪（大阪府）                   |
| 2021年 | 全16公演 4月8日 - 5月28日（中止）  | 渋谷すばる LIVE TOUR 2021「NEED」      | 5月    | 25日   | グランキューブ大阪（大阪府）                   |
| 2021年 | 全16公演 4月8日 - 5月28日（中止）  | 渋谷すばる LIVE TOUR 2021「NEED」      | 5月    | 27日   | 神戸国際会館（兵庫県）                         |
| 2021年 | 全16公演 4月8日 - 5月28日（中止）  | 渋谷すばる LIVE TOUR 2021「NEED」      | 5月    | 28日   | 神戸国際会館（兵庫県）                         |
| 2021年 | 全1公演 4月21日                    | 渋谷すばる ONLINE LIVE 2021「NEED」    | 4月    | 21日   | 東京ガーデンシアター（東京都）                 |
| 2022年 | 全14公演 9月14日 - 11月6日         | 渋谷すばる LIVE TOUR 2022 二歳と1328日 | 9月    | 14日   | 福岡サンパレスホテル&ホール（福岡県）          |
| 2022年 | 全14公演 9月14日 - 11月6日         | 渋谷すばる LIVE TOUR 2022 二歳と1328日 | 9月    | 15日   | 福岡サンパレスホテル&ホール（福岡県）          |
| 2022年 | 全14公演 9月14日 - 11月6日         | 渋谷すばる LIVE TOUR 2022 二歳と1328日 | 9月    | 21日   | 名古屋国際会議場 センチュリーホール（愛知県）  |
| 2022年 | 全14公演 9月14日 - 11月6日         | 渋谷すばる LIVE TOUR 2022 二歳と1328日 | 9月    | 22日   | 名古屋国際会議場 センチュリーホール（愛知県）  |
| 2022年 | 全14公演 9月14日 - 11月6日         | 渋谷すばる LIVE TOUR 2022 二歳と1328日 | 10月   | 12日   | 広島文化学園HBGホール（広島県）                |
| 2022年 | 全14公演 9月14日 - 11月6日         | 渋谷すばる LIVE TOUR 2022 二歳と1328日 | 10月   | 13日   | 広島文化学園HBGホール（広島県）                |
| 2022年 | 全14公演 9月14日 - 11月6日         | 渋谷すばる LIVE TOUR 2022 二歳と1328日 | 10月   | 17日   | 仙台サンプラザホール（宮城県）                 |
| 2022年 | 全14公演 9月14日 - 11月6日         | 渋谷すばる LIVE TOUR 2022 二歳と1328日 | 10月   | 18日   | 仙台サンプラザホール（宮城県）                 |
| 2022年 | 全14公演 9月14日 - 11月6日         | 渋谷すばる LIVE TOUR 2022 二歳と1328日 | 10月   | 24日   | カナモトホール（北海道）                       |
| 2022年 | 全14公演 9月14日 - 11月6日         | 渋谷すばる LIVE TOUR 2022 二歳と1328日 | 10月   | 25日   | カナモトホール（北海道）                       |
| 2022年 | 全14公演 9月14日 - 11月6日         | 渋谷すばる LIVE TOUR 2022 二歳と1328日 | 10月   | 31日   | 東京ガーデンシアター（東京都）                 |
| 2022年 | 全14公演 9月14日 - 11月6日         | 渋谷すばる LIVE TOUR 2022 二歳と1328日 | 11月   | 1日    | 東京ガーデンシアター（東京都）                 |
| 2022年 | 全14公演 9月14日 - 11月6日         | 渋谷すばる LIVE TOUR 2022 二歳と1328日 | 11月   | 5日    | 大阪城ホール（大阪府）                         |
| 2022年 | 全14公演 9月14日 - 11月6日         | 渋谷すばる LIVE TOUR 2022 二歳と1328日 | 11月   | 6日    | 大阪城ホール（大阪府）                         |
| 2023年 | 全3公演 10月8日 - 12月1日          | 渋谷すばる LIVE TOUR 2023『ん』        | 10月   | 8日    | 名古屋市公会堂（愛知県）                       |
| 2023年 | 全3公演 10月8日 - 12月1日          | 渋谷すばる LIVE TOUR 2023『ん』        | 11月   | 1日    | LINE CUBE SHIBUYA（東京都）                    |
| 2023年 | 全3公演 10月8日 - 12月1日          | 渋谷すばる LIVE TOUR 2023『ん』        | 12月   | 1日    | フェニーチェ堺（大阪府）                       |
| 2024年 | 全5公演 11月3日 - 12月25日         | 渋谷すばる LIVE TOUR 2024「Lov U」     | 11月   | 3日    | Niterra日本特殊陶業市民会館（愛知県）          |
| 2024年 | 全5公演 11月3日 - 12月25日         | 渋谷すばる LIVE TOUR 2024「Lov U」     | 11月   | 24日   | 神戸国際会館（兵庫県）                         |
| 2024年 | 全5公演 11月3日 - 12月25日         | 渋谷すばる LIVE TOUR 2024「Lov U」     | 12月   | 15日   | SHANGHAI RED ROCK CENTER（中国・上海市）       |
| 2024年 | 全5公演 11月3日 - 12月25日         | 渋谷すばる LIVE TOUR 2024「Lov U」     | 12月   | 24日   | 三郷市文化会館（埼玉県）                       |
| 2024年 | 全5公演 11月3日 - 12月25日         | 渋谷すばる LIVE TOUR 2024「Lov U」     | 12月   | 25日   | 三郷市文化会館（埼玉県）                       |

### 音楽フェスティバル
| 開催年 | 日程              | イベントタイトル                                                                         | 会場                                 | 備考      |
| ------ | ----------------- | ---------------------------------------------------------------------------------------- | ------------------------------------ | --------- |
| 2014年 | 10月13日          | テレビ朝日ドリームフェスティバル2014                                                     | 国立代々木競技場第一体育館（東京都） | [ 注 18 ] |
| 2019年 | 12月25日          | THE YELLOW MONKEYトリビュートLIVE （FM802 30PARTY FM802 ROCK FESTIVAL RADIO CRAZY 2019） | インテックス大阪（大阪府）           | [ 注 19 ] |
| 2020年 | 4月29日 （中止）  | FM802 SPECIAL LIVE 紀陽銀行 presents REQUESTAGE 2020                                     | 大阪城ホール（大阪府）               | [ 注 20 ] |
| 2020年 | 9月26日           | 氣志團万博2020 〜家でYEAH!!〜                                                            | （無観客ライブのため非公開）         | [ 注 16 ] |
| 2020年 | 10月10日          | 大阪文化芸術フェスpresents OSAKA GENKi PARK                                              | 万博記念公園（大阪府）               |           |
| 2020年 | 12月28日 （中止） | FM802 ROCK FESTIVAL RADIO CRAZY 2020                                                     | インテックス大阪（大阪府）           | [ 注 21 ] |
| 2020年 | 12月29日 （中止） | COUNTDOWN JAPAN 20/21                                                                    | 幕張メッセ（千葉県）                 | [ 注 22 ] |
| 2021年 | 8月19日 （辞退）  | FM802 SPECIAL LIVE 紀陽銀行 presents REQUESTAGE 2021                                     | 大阪城ホール（大阪府）               | [ 注 23 ] |
| 2022年 | 8月20日           | SUMMER SONIC 2022                                                                        | 幕張メッセ（千葉県）                 |           |
| 2023年 | 7月16日           | JOIN ALIVE 2023                                                                          | いわみざわ公園（北海道）             |           |
| 2024年 | 4月29日           | MAIZURU PLAYBACK FES.2024                                                                | MAIZURU P.B. Harbor Park（京都府）   |           |
| 2024年 | 8月23日           | お台場冒険王2024〜人気者にアイ♡LAND〜 めざましライブ                                     | 冒険ランド（東京都）                 |           |
| 2024年 | 11月22日          | 象眠舎 Becoming a thing                                                                  | COTTON CLUB（東京都）                |           |
| 2025年 | 2月24日           | たとえばボクが踊ったら、＃6.5 THANX "UNIVERSE"                                           | 味園ユニバース（大阪府）             | [ 注 24 ] |
| 2025年 | 8月17日           | enigma music fes 2025                                                                    | 仙台GIGS（宮城県）                   |           |
| 2025年 | 9月14日（予定）   | おぼろっく2025〜TSURUGA MUSIC FESTIVAL〜                                                 | 敦賀市金ヶ崎エリア（福井県）         |           |

### 対バンイベント
| 開催年 | 日程                      | イベントタイトル                                       | 対バンアーティスト        | 開催日 | 開催日 | 会場                             | 備考     |
| ------ | ------------------------- | ------------------------------------------------------ | ------------------------- | ------ | ------ | -------------------------------- | -------- |
| 2021年 | 12月26日                  | NEOLAND CASE.1                                         | ザ・クロマニヨンズ、AJICO | 12月   | 26日   | 福岡市民会館（福岡県）           | [ 注 5 ] |
| 2023年 | 2月5日                    | ライブナタリー5周年記念公演 "渋谷すばる × THE BAWDIES" | THE BAWDIES               | 2月    | 5日    | 日比谷公園大音楽堂（東京都）     |          |
| 2024年 | 6月9日・7月20日           | 渋谷すばる/アイナ・ジ・エンド                          | アイナ・ジ・エンド        | 6月    | 9日    | 豊洲PIT（東京都）                |          |
| 2024年 | 6月9日・7月20日           | 渋谷すばる/アイナ・ジ・エンド                          | アイナ・ジ・エンド        | 7月    | 20日   | 味園ユニバース（大阪府）         |          |
| 2024年 | 7月21日                   | 渋谷すばる/赤犬                                        | 赤犬                      | 7月    | 21日   | 味園ユニバース（大阪府）         |          |
| 2025年 | 9月20日 - 10月5日（予定） | 横山裕×渋谷すばる                                      | 横山裕                    | 9月    | 20日   | 神戸ワールド記念ホール（兵庫県） |          |
| 2025年 | 9月20日 - 10月5日（予定） | 横山裕×渋谷すばる                                      | 横山裕                    | 9月    | 21日   | 神戸ワールド記念ホール（兵庫県） |          |
| 2025年 | 9月20日 - 10月5日（予定） | 横山裕×渋谷すばる                                      | 横山裕                    | 10月   | 3日    | 東京ガーデンシアター（東京都）   |          |
| 2025年 | 9月20日 - 10月5日（予定） | 横山裕×渋谷すばる                                      | 横山裕                    | 10月   | 4日    | 東京ガーデンシアター（東京都）   |          |
| 2025年 | 9月20日 - 10月5日（予定） | 横山裕×渋谷すばる                                      | 横山裕                    | 10月   | 5日    | 東京ガーデンシアター（東京都）   |          |

### babu会
※ファンクラブ限定イベント。
| 日程                            | イベントタイトル | 日程 | 日程 | 会場                         |
| ------------------------------- | ---------------- | ---- | ---- | ---------------------------- |
| 全2公演 2019年10月8日・9日      | babu会 vol.0     | 10月 | 8日  | なんばHatch（大阪府）        |
| 全2公演 2019年10月8日・9日      | babu会 vol.0     | 10月 | 9日  | 品川ステラボール（東京都）   |
| 全4公演 2022年4月19日 - 27日    | babu会 vol.1     | 4月  | 19日 | Zepp Osaka Bayside（大阪府） |
| 全4公演 2022年4月19日 - 27日    | babu会 vol.1     | 4月  | 20日 | Zepp Osaka Bayside（大阪府） |
| 全4公演 2022年4月19日 - 27日    | babu会 vol.1     | 4月  | 26日 | KT Zepp Yokohama（神奈川県） |
| 全4公演 2022年4月19日 - 27日    | babu会 vol.1     | 4月  | 27日 | KT Zepp Yokohama（神奈川県） |
| 全5公演 2023年4月16日 - 5月6日  | babu会 vol.2     | 4月  | 16日 | Zepp Haneda（東京都）        |
| 全5公演 2023年4月16日 - 5月6日  | babu会 vol.2     | 4月  | 22日 | Zepp Sapporo（北海道）       |
| 全5公演 2023年4月16日 - 5月6日  | babu会 vol.2     | 4月  | 30日 | Zepp Nagoya（愛知県）        |
| 全5公演 2023年4月16日 - 5月6日  | babu会 vol.2     | 5月  | 4日  | Zepp Fukuoka（福岡県）       |
| 全5公演 2023年4月16日 - 5月6日  | babu会 vol.2     | 5月  | 6日  | Zepp Namba（大阪府）         |
| 全4公演 2024年3月19日 - 4月11日 | babu会 vol.3     | 3月  | 19日 | Zepp Osaka Bayside（大阪府） |
| 全4公演 2024年3月19日 - 4月11日 | babu会 vol.3     | 3月  | 20日 | Zepp Osaka Bayside（大阪府） |
| 全4公演 2024年3月19日 - 4月11日 | babu会 vol.3     | 4月  | 10日 | Zepp DiverCity（東京都）     |
| 全4公演 2024年3月19日 - 4月11日 | babu会 vol.3     | 4月  | 11日 | Zepp DiverCity（東京都）     |

### アコースティックライブ

#### すばるの部屋
| 日程                         | ライブタイトル                               | 日程 | 日程 | 会場                           |
| ---------------------------- | -------------------------------------------- | ---- | ---- | ------------------------------ |
| 全1公演 2023年8月11日        | すばるの部屋・1回目〜俺ん家、寄ってかへん?〜 | 8月  | 11日 | タワーレコード渋谷店（東京都） |
| 全2公演 2023年12月11日・12日 | すばるの部屋・2回目〜俺ん家、寄ってかへん?〜 | 12月 | 11日 | 磔磔（京都府）                 |
| 全2公演 2023年12月11日・12日 | すばるの部屋・2回目〜俺ん家、寄ってかへん?〜 | 12月 | 12日 | 磔磔（京都府）                 |
| 全2公演 2024年5月11日・12日  | すばるの部屋・3回目〜俺ん家、寄ってかへん?〜 | 5月  | 11日 | 浅草花劇場（東京都）           |
| 全2公演 2024年5月11日・12日  | すばるの部屋・3回目〜俺ん家、寄ってかへん?〜 | 5月  | 12日 | 浅草花劇場（東京都）           |

#### すばると
| 日程                                     | イベントタイトル | 日程 | 日程 | 回数 | 会場                                |
| ---------------------------------------- | ---------------- | ---- | ---- | ---- | ----------------------------------- |
| 全12公演 2025年5月18日 - 8月24日（予定） | すばると         | 5月  | 18日 | 2    | SHIBUYA PLEASURE PLEASURE（東京都） |
| 全12公演 2025年5月18日 - 8月24日（予定） | すばると         | 6月  | 22日 | 2    | Harbor Studio（兵庫県）             |
| 全12公演 2025年5月18日 - 8月24日（予定） | すばると         | 6月  | 28日 | 2    | 滋賀U★STONE（滋賀県）               |
| 全12公演 2025年5月18日 - 8月24日（予定） | すばると         | 6月  | 29日 | 2    | 京都FANJ（京都府）                  |
| 全12公演 2025年5月18日 - 8月24日（予定） | すばると         | 8月  | 23日 | 2    | EVANS CASTLE HALL（奈良県）         |
| 全12公演 2025年5月18日 - 8月24日（予定） | すばると         | 8月  | 24日 | 2    | SOUND SHOWER ark 清⽔（静岡県）     |

### ファンミーティング
| 日程                         | イベントタイトル            | 日程 | 日程 | 回数 | 会場                  |
| ---------------------------- | --------------------------- | ---- | ---- | ---- | --------------------- |
| 全8公演 2025年3月13日 - 20日 | 渋谷すばる FAN MEETING 2025 | 3月  | 13日 | 2    | Zepp Namba（大阪府）  |
| 全8公演 2025年3月13日 - 20日 | 渋谷すばる FAN MEETING 2025 | 3月  | 14日 | 2    | Zepp Namba（大阪府）  |
| 全8公演 2025年3月13日 - 20日 | 渋谷すばる FAN MEETING 2025 | 3月  | 19日 | 2    | Zepp Haneda（東京都） |
| 全8公演 2025年3月13日 - 20日 | 渋谷すばる FAN MEETING 2025 | 3月  | 20日 | 2    | Zepp Haneda（東京都） |

### その他のイベント
| 開催年 | 日程           | イベントタイトル                                                                               | 会場                           | 備考      |
| ------ | -------------- | ---------------------------------------------------------------------------------------------- | ------------------------------ | --------- |
| 2020年 | 10月21日       | 渋谷すばる Special Studio Session                                                              | （無観客ライブのため非公開）   | [ 注 26 ] |
| 2023年 | 8月16日 - 31日 | すば基地〜The Secret base〜Vol.1                                                               | タワーレコード渋谷店（東京都） |           |
| 2023年 | 8月26日        | 『ALPACA 5』ライブイベント                                                                     | タワーレコード渋谷店（東京都） |           |
| 2023年 | 9月23日        | 愛し合ってるかい? 〜有賀幹夫×イケシブ×西村彩子 忌野清志郎写真展〜 \| RESPECT LIVE : 渋谷すばる | イケシブLIVES（東京都）        |           |
| 2025年 | 1月12日・25日  | 渋谷すばる「Lov U」リリース記念スペシャル・イベント                                            | 大阪府、東京都                 | [ 注 27 ] |
| 2025年 | 5月10日・11日  | 渋谷すばる LIVE TOUR 2024「Lov U」スペシャル先行上映会                                         | 大阪府、東京都                 | [ 注 27 ] |

## サポートメンバー
※メンバーは流動的であり、自身のソロ活動のライブなどに参加経験のあるミュージシャンを記述。
- ギター
  - 塚本史朗（月に吠える。）[170][58]
  - 新井弘毅[171]
  - 大宮啓之[172]
  - 五味孝氏（T-BOLAN）[173]
  - 三井律郎（THE YOUTH、LOST IN TIME、la la larks）[174]
- キーボード
  - 山本健太[175][58]
  - ツタナオヒコ[176]
  - 本間ドミノ（THE BOHEMIANS）[65]
  - 西野恵未[177]
- ベース
  - なかむらしょーこ（SMOKY & THE SUGAR GLIDER）[178][58]
  - 安達貴史[176]
  - 安達さとし[179]
  - 平田卓巳（うさぎドライヴ）[180]
- ドラムス
  - Shiho[181]
  - 有松益男[58]
  - 茂木左（The ピーズ、myeahns）[65]
- トランペット
  - 四方田"temjin"直人[58]
- サックス
  - 末夏"yath"康博[58]

## 出演
- ドラマなどの主演作品は役名を太字で表記。
- テレビ・ラジオ番組は2024年現在レギュラー放送中または不定期で放送中の番組を太字で表記。

### ドラマ

#### テレビドラマ
- あぶない放課後（1999年4月12日 - 6月21日、テレビ朝日） - 田中春 役[注 28][15][182]
- 怖い日曜日 第1回「8mmビデオの中の少女」（1999年7月4日、日本テレビ） - 主演[182]
- オールスター忠臣蔵まつり（1999年12月19日、NHK総合） - 浅野内匠頭 役[183][184]
- 行け行けイケメン!（2000年1月9日 - 3月26、日本テレビ） - ハル 役[注 29][185]
- 大地の産声が聞こえる-15才 いちご薄書-（2000年2月8日、日本テレビ） - 坂本英輔 役[186]
- 史上最悪のデート 第5話「占いオトコの爆弾地獄」（2001年1月7日、日本テレビ） - 今井慎太郎 役[187]
- プラトニック・セックス -娘の叫び! 親の涙…そして親子の闘いが始まる-（2001年9月24日・28日、フジテレビ） - 吉村卓 役[188]
- ダブル(複体)（2006年12月28日、関西テレビ） - スバル / 昴 役[189]（※一人二役）
- ありがとう、オカン（2008年10月7日、関西テレビ・フジテレビ） - 高村幸也 役[注 30][190]
- 生きてるだけでなんくるないさ（2011年8月20日、日本テレビ） - 木下大輔 役[191]
- パパドル!（2012年4月19日 - 6月28日、TBS） - 渋谷すばる（本人） 役[192]
  - パパドル! 特別編（2012年5月3日）[193]

#### 配信ドラマ
- 龍が如く〜Beyond the Game〜（2024年10月25日・11月1日配信、Amazon Prime Video） - 伊達真 役[90][91]

### 映画
- エイトレンジャー（2012年7月28日公開／堤幸彦監督、東宝） - 渋沢薫 / レッド 役[注 31][194]
  - エイトレンジャー2（2014年7月26日公開）[195]
- 味園ユニバース（2015年2月14日公開／山下敦弘監督、ギャガ）- 大森茂雄 役[28]

### オリジナルビデオ
- 8UPPERS FEATURE MUSIC FILM（2010年10月20日発売[注 32]／中村哲平監督） - アーセナル 役[注 31][197][198]

### 舞台
- KYO TO KYO（シアター1200）
  - KYO TO KYO（1997年8月7日 - 12月10日）[199]
  - 春公演（1998年4月18日 - 7月12日）[200]
  - サマーフェスティバル（1998年7月18日 - 8月31日）[200]
  - 秋公演 （1998年9月6日 - 11月29日）[200]
- MASK（1997年12月6日 - 27日、大阪松竹座）[199]
- ANOTHER（2002年8月4日 - 25日、大阪松竹座） - ハリオス 役[注 31][201]
- 関ジャニ∞ サマースペシャル（大阪松竹座）[注 31]
  - DOUTON BOYS（2003年8月2日 - 24日） - ハリオス 役[202]
  - サマー・ストーム（2004年8月7日 - 29日） - 池田克典 役[203]
  - Magical Summer（2005年8月5日 - 28日） - ギルデンスターン 役[204]
  - Another's "ANOTHER"（2006年8月3日 - 27日） - シマ・リンタロウ 役[205]
- DREAM BOY シリーズ
  - DREAM BOY（2004年1月8日 - 31日、帝国劇場）[206]
  - DREAM BOY（2004年、梅田コマ劇場）
    - KAT-TUN & 関ジャニ8編（4月30日 - 5月7日）[注 33][206]
    - タッキー編（5月8日 - 5月21日）[206]

  - Hey! Say! DREAM BOY（2005年4月27日 - 5月15日、梅田芸術劇場） - スバル 役[注 33][207]
  - KAT-TUN VS 関ジャニ∞ DREAM BOYS（2006年1月3日 - 29日、帝国劇場） - スバル 役[注 33][205]
  - DREAM BOYS（2009年9月4日 - 29日、帝国劇場 / 10月13日 - 25日、梅田芸術劇場） - スバル 役[208][209]
- NEVER GONNA DANCE（2005年2月5日 - 17日、東京国際フォーラム / 2月24日 - 3月1日、大阪厚生年金会館芸術ホール） - スパッド 役[207][210]
- 未定「壱」（2008年1月19日 - 2月3日、東京グローブ座 / 2月9日 - 15日、シアター・ドラマシティ）[22][注 34]

### バラエティ番組
- 堂本剛のDO-YA!（1996年10月1日 - 1997年9月30日、テレビ朝日）
- ミュージック・ジャンプ（1997年4月 - 2000年3月26日、NHK-BS2）[199]
- Kanjani Knight（1997年7月10日 - 1998年3月26日、関西テレビ）[199]
- なんじゃに!?関ジャニ（1998年4月9日 - 9月24日、関西テレビ）[200]
- 8時だJ（1998年4月15日 - 1999年9月22日、テレビ朝日） [200]
- 春まで待てない! 関ジャニ一生懸命スペシャル大人への階段（1999年2月21日、関西テレビ）[182]
- ピカイチ （1999年10月3日 - 2001年9月30日、日本テレビ）[182]
- やったるJ（1999年10月20日 - 2000年3月8日、テレビ朝日） [182]
- ガキバラ!（2000年 - 2001年、TBS）
  - ガキバラ帝国2000!（2000年4月15日 - 2000年12月16日）[186]
  - ガキバラ!（2001年1月13日 - 2001年3月10日） [186]
- USO!?ジャパン（2001年4月14日 - 2003年9月、TBS）[187]
- 応援ドキュメント 明日はどっちだ（2012年 - 2015年、NHK総合） - ナビゲーター
  - 関ジャニ∞の明日はどっちだ!（2012年10月8日 - 22日）[211]
  - 応援ドキュメント 明日はどっちだ（2013年4月2日 - 2015年3月24日）[212]
- SPOOX MUSIC〜渋谷すばるLIVE〜（2022年11月15日、スカパー!・スペースシャワーTV）[72][73]
  - SPOOX MUSIC〜渋谷すばるLIVE〜 SPECIAL ver.（2022年12月22日、スペースシャワーTV）[213][74]

### ラジオ番組
- 渋谷すばるのスバラジ シリーズ（2010年 - 2024年） - パーソナリティ
  - 関ジャニ∞ 渋谷すばるのスバラジ（2010年10月3日 - 2018年7月1日、NACK5）[130]
  - 渋谷すばるのスバラじ（2019年10月9日 - 2020年11月20日、YouTube）[214]
  - 渋谷すばるのスバラDee（2023年8月2日 - 2024年6月19日、AuDee）[85][86]
- I THINK（2023年7月14日 - 12月29日、Artistspoken） - 金曜パーソナリティ[82]

### インターネット配信
- blackboard（2020年9月26日、YouTube） - 「素晴らしい世界に」を披露[215]

### コンサート
- ジャニーズJr.「Johnny's Winter Concert」（1998年12月27日 - 1999年1月6日、横浜・大阪）
- ジャニーズJr.「Fresh Spring Concert '99」（1999年5月2日 - 6月20日、横浜・大阪）
- 関西ジャニーズJr.「FIRST LIVE」（1999年8月13日 - 15日、Zepp 大阪）
- ジャニーズJr.「特急投球コンサート」（1999年10月9日、東京ドーム）[216]
- 関西ジャニーズJr.「X'masプレゼント」（1999年12月20日 - 25日、大阪松竹座）
- ジャニーズJr.「Spring Concert 2000」（2000年4月3日 - 5月7日、大阪・名古屋・横浜）
- ジャニーズJr.「3大ドーム CONCERT」（2000年9月3日 - 10月15日、大阪・名古屋・東京）
- 渋谷すばるwith大倉BAND（2006年8月 - 9月）

### CM
- ヤン坊マー坊天気予報「放送開始40周年記念」Ver.（1999年）- 歌を担当した。
- モンスターハンターポータブル3rd（2011年、村上信五・横山裕・丸山隆平と共演）
- Wii Uドンキーコング トロピカルフリーズ（2014年、横山裕と共演）
- Wii Uマリオカート8（使用キャラクターは、マリオ）
- ソニー「MUSIC VIDEO RECORDER」（2015年1月30日 - ）[217][218]

## 受賞歴
- 2015年度
  - 第19回 ファンタジア国際映画祭 最優秀主演男優賞（『味園ユニバース』）[32]

## 楽曲制作
- 特記がない限り関ジャニ∞の作品・メンバー。
- 1stアルバム『二歳』以降のソロ活動の楽曲は割愛。
- 「初収録作品」にて、特定形態のみの収録等の詳細については個々のページを参照。

### CD収録曲（楽曲制作）
| 曲名                     | 担当             | アーティスト           | 初収録作品                         | 作品コード | 備考      |
| ------------------------ | ---------------- | ---------------------- | ---------------------------------- | ---------- | --------- |
| ∞レンジャー              | 作詞             | 関ジャニ∞              | ER                                 | 128-7152-4 | [ 注 35 ] |
| ONE                      | 作詞・編曲       | すばるBAND             | KJ1 F・T・O                        | 122-6124-6 | [ 注 36 ] |
| ∞SAKAおばちゃんROCK      | 作詞             | 関ジャニ∞              | ∞SAKAおばちゃんROCK/大阪ロマネスク | 132-2489-1 | [ 注 37 ] |
| 琉我                     | 作詞             | 渋谷すばる             | KJ2 ズッコケ大脱走                 | 141-2000-3 |           |
| ∞o'clock 08              | 作詞             | 関ジャニ∞              | 無責任ヒーロー                     | 126-6072-8 | [ 注 38 ] |
| fuka-fuka Love the Earth | 作詞             | 関ジャニ∞              | 無責任ヒーロー                     | 151-1016-8 | [ 注 39 ] |
| words                    | 作詞             | 渋谷すばる             | PUZZLE                             | 500-4204-1 |           |
| Revolver                 | 作詞             | 渋谷すばる             | 8UPPERS                            | 500-5710-3 |           |
| 9号車2番A席              | 作詞             | 渋谷・錦戸             | 365日家族                          | 174-6351-3 | [ 注 40 ] |
| あ                       | 作詞・作曲       | 渋谷すばる             | FIGHT                              | 181-4607-4 |           |
| 狩(仮)                   | 作詞             | 横山・渋谷・安田・大倉 | JUKE BOX                           | 708-6016-5 | [ 注 41 ] |
| All is well              | 作詞             | 関ジャニ∞              | JUKE BOX                           | 708-6015-7 | [ 注 38 ] |
| ゆ                       | 作詞             | 関ジャニ∞              | 関ジャニズム                       | 205-5661-6 |           |
| 道                       | 作詞             | 渋谷・丸山             | 関ジャニズム                       | 205-5674-8 | [ 注 42 ] |
| 乗っかりトレイン         | 作詞・作曲       | 渋谷すばる             | 記憶/ココロオドレバ（ソロ）        | 207-1735-1 |           |
| 護り歌                   | 作詞・作曲       | 渋谷すばる             | 記憶/ココロオドレバ（ソロ）        | 207-1736-9 | [ 注 43 ] |
| 韻踏ィニティ             | 作詞             | 関ジャニ∞              | 関ジャニ∞の元気が出るCD!!          | 713-6561-3 |           |
| 元気が出るSONG           | 作詞・作曲       | 関ジャニ∞              | 関ジャニ∞の元気が出るCD!!          | 713-6625-3 | [ 注 44 ] |
| ハダカ                   | 作曲・編曲       | 横山・渋谷             | NOROSHI                            | 223-7393-4 |           |
| 生きろ                   | 作詞・作曲・編曲 | 関ジャニ∞              | ジャム                             | 229-1344-1 |           |
| Answer                   | 作詞・作曲・編曲 | 横山・渋谷・村上       | ジャム                             | 229-0793-9 | [ 注 45 ] |
| コーヒーブレイク         | 作詞・作曲・編曲 | 関ジャニ∞              | 奇跡の人                           | 718-4553-4 | [ 注 46 ] |

### CD未収録曲（楽曲制作）
※初収録された映像作品を記述。
| 曲名            | 担当       | アーティスト           | 初収録作品                                                                    | 作品コード | 備考      |
| --------------- | ---------- | ---------------------- | ----------------------------------------------------------------------------- | ---------- | --------- |
| ∞o'clock        | 作詞       | 関ジャニ∞              | Spirits!!                                                                     | 126-6072-8 | [ 注 38 ] |
| High Position   | 作詞       | すばるBAND             | 未収録                                                                        | 137-0152-5 | [ 注 36 ] |
| Down UP↑        | 作詞       | すばるBAND             | 未収録                                                                        | 140-7441-9 | [ 注 36 ] |
| Soul way        | 作詞       | すばるBAND             | 未収録                                                                        | 111-5171-4 | [ 注 36 ] |
| 海へ            | 作詞       | 渋谷すばる             | 未収録                                                                        | 134-1041-5 |           |
| 群青涙          | 作詞       | 渋谷すばる             | Heat up!                                                                      | 132-4951-7 |           |
| EVERYDAY MUSIC  | 作詞       | 渋谷すばる             | 未収録                                                                        | 137-1506-2 |           |
| desire          | 作詞       | 渋谷・安田             | 無責任ヒーロー（特典DVD）                                                     | 151-0930-5 |           |
| greedy          | 作詞       | 渋谷すばる             | 未収録                                                                        | 128-7078-1 |           |
| レッド&オオカミ | 作詞       | レッドレンジャー       | KANJANI∞ LIVE TOUR!! 8EST 〜みんなの想いはどうなんだい?僕らの想いは無限大!!〜 | 500-8867-0 | [ 注 47 ] |
| ありがとう      | 作詞・作曲 | 横山・渋谷・安田・大倉 | KANJANI∞ LIVE TOUR JUKE BOX（特典DVD）                                        | 500-9977-9 | [ 注 48 ] |

## 楽曲提供
| 曲名   | アーティスト | 担当 | 初収録作品  | 作品コード | 備考      |
| ------ | ------------ | ---- | ----------- | ---------- | --------- |
| 繋がる | 横山裕       | 作曲 | ROCK TO YOU |            | [ 注 49 ] |

## ソロ・ユニット曲

### CD収録曲（ソロ・ユニット曲）
- 表記は発売および収録順。
- 「初収録作品」にて、特定形態のみの収録等の詳細については個々のページを参照。

| タイトル | クレジット                                                    | 初収録作品         | 作品コード | 備考 |
| -------- | ------------------------------------------------------------- | ------------------ | ---------- | ---- |
| 琉我     | 作詞：渋谷すばる 作曲：谷本新 編曲：M.J.Acosta                | KJ2 ズッコケ大脱走 | 141-2000-3 |      |
| words    | 作詞：渋谷すばる 作曲・編曲：マシコタツロウ                   | PUZZLE             | 500-4204-1 |      |
| Revolver | 作詞：渋谷すばる 作曲・編曲：SEI☆SHIN                         | 8UPPERS            | 500-5710-3 |      |
| あ       | 作詞・作曲：渋谷すばる 編曲：高橋浩一郎 ブラスアレンジ：YOKAN | FIGHT              | 181-4607-4 |      |

| タイトル    | クレジット                                                                   | メンバー         | 初収録作品                | 作品コード | 備考      |
| ----------- | ---------------------------------------------------------------------------- | ---------------- | ------------------------- | ---------- | --------- |
| ONE         | 作詞：SUBARU 作曲：安田章大 編曲：すばるBAND                                 | 丸山・安田・大倉 | KJ1 F・T・O               | 122-6124-6 |           |
| プリン      | 作詞：ユウ 作曲：チパ                                                        | 横山・安田       | KJ1 F・T・O               | 126-6065-5 |           |
| オニギシ    | 作詞：ユウ 作曲：チパ                                                        | 横山・安田       | KJ1 F・T・O               | 128-7236-9 |           |
| 9号車2番A席 | 作詞：渋谷すばる、錦戸亮 作曲：錦戸亮 編曲：錦戸亮、大西省吾                 | 錦戸             | 365日家族                 | 174-6351-3 |           |
| 狩(仮)      | 作詞：ヨシャオ族 作曲・編曲：大西省吾                                        | 横山・安田・大倉 | JUKE BOX                  | 708-6016-5 |           |
| 道          | 作詞：渋谷すばる、丸山隆平 作曲：マシコタツロウ 編曲：大西省吾               | 丸山             | 関ジャニズム              | 205-5674-8 |           |
| 渇いた花    | 作詞・作曲：コダマックス 編曲：大西省吾、佐藤真吾                            | 村上             | 関ジャニ∞の元気が出るCD!! | 158-7446-0 | [ 注 53 ] |
| ハダカ      | 作詞：横山裕 作曲・編曲：渋谷すばる                                          | 渋谷             | NOROSHI                   | 223-7393-4 |           |
| Answer      | 作詞：横山裕、渋谷すばる、村上信五 作曲：渋谷すばる 編曲：渋谷すばる、平出悟 | 横山・村上       | ジャム                    | 229-0793-9 |           |

### CD未収録曲（ソロ・ユニット曲）
- 表記は50音順。
- JASRAC公式サイトの「作品データベース検索サービス」[220]の検索結果をもとに記述。

| タイトル            | クレジット                              | 初収録作品                                                                    | 作品コード | 備考      |
| ------------------- | --------------------------------------- | ----------------------------------------------------------------------------- | ---------- | --------- |
| 海へ                | 作詞：渋谷すばる 作曲：馬飼野康二       | 未収録                                                                        | 134-1041-5 |           |
| Everyday music      | 作詞：渋谷すばる 作曲：オオヤギヒロオ   | 未収録                                                                        | 137-1506-2 |           |
| greedy              | 作詞：渋谷すばる 作曲：宮﨑歩           | 未収録                                                                        | 128-7078-1 |           |
| 群青涙              | 作詞：渋谷すばる 作曲：陶山隼           | Heat up!                                                                      | 132-4951-7 |           |
| GET BACK            | 作詞：久保田洋司 作曲：飯田建彦         | 未収録                                                                        | 107-1278-0 |           |
| 心友の詩            | 作詞・作曲：コダマックス                | 未収録                                                                        | 162-6670-6 |           |
| この星が輝く理由    | 作詞：久保田洋司 作曲：飯田建彦         | Excite!! 47                                                                   | 104-8435-3 |           |
| Dice Crazy Game     | 作詞・作曲：TAKESHI                     | 未収録                                                                        | 162-6669-2 |           |
| FIGHT MAN           | 作詞・作曲：オオヤギヒロオ              | 未収録                                                                        | 113-1826-1 |           |
| Let's Go! Let's Go! | 作詞・作曲：オオヤギヒロオ              | 未収録                                                                        | 089-5065-2 |           |
| レッド&オオカミ     | 作詞：レッドレンジャー 作曲：高橋浩一郎 | KANJANI∞ LIVE TOUR!! 8EST 〜みんなの想いはどうなんだい?僕らの想いは無限大!!〜 | 500-8867-0 | [ 注 54 ] |

| タイトル           | クレジット                                             | メンバー         | 初収録作品                             | 作品コード | 備考       |
| すばるBAND         | すばるBAND                                             | すばるBAND       | すばるBAND                             | すばるBAND | すばるBAND |
| ------------------ | ------------------------------------------------------ | ---------------- | -------------------------------------- | ---------- | ---------- |
| Soul way           | 作詞：SUBARU 作曲：安田章大                            | 丸山・安田・大倉 | 未収録                                 | 111-5171-4 |            |
| Down up↑           | 作詞：SUBARU 作曲：安田章大                            | 丸山・安田・大倉 | 未収録                                 | 140-7441-9 |            |
| High Position      | 作詞：SUBARU 作曲：安田章大                            | 丸山・安田・大倉 | 未収録                                 | 137-0152-5 |            |
| 三兄弟             |                                                        |                  |                                        |            |            |
| アメちゃん         | 作詞：ユウ 作曲：チパ                                  | 横山・安田       | Spirits!!                              | 126-6070-1 |            |
| みかん             | 作詞：ユウ 作曲：チパ                                  | 横山・安田       | Excite!!                               | 122-6129-7 | [ 注 55 ]  |
| その他             |                                                        |                  |                                        |            |            |
| ありがとう         | 作詞・作曲：横山裕、渋谷すばる、安田章大、大倉忠義     | 横山・安田・大倉 | KANJANI∞ LIVE TOUR JUKE BOX（特典DVD） | 500-9977-9 |            |
| Come Into My World | 作詞：藤本記子、葉山拓亮 作曲：葉山拓亮                | 手越祐也         | 未収録                                 | 162-6671-4 |            |
| Glorious           | 作詞：Samuel Waermo 作曲・編曲：Samuel Waermo, TJ Mixx | 錦戸・大倉       | PUZZLE（特典DVD）                      | 1A0-1387-7 |            |
| desire             | 作詞：渋谷すばる 作曲：安田章大 編曲：野間康介         | 安田             | 無責任ヒーロー（特典DVD）              | 151-0930-5 |            |

### その他
Jr.時代・グループ活動としてDVD化、ビデオ化されたものは以下の通り（収録されていない曲は除く）。
- Believe Your Smile - VHS『素顔2』収録。V6のカバーであり自身が主演した『あぶない放課後』主題歌
- サヨナラ - VHS『素顔2』収録
- 愛してる 愛してない - VHS『素顔2』収録
- MADE IN JAPAN - VHS『素顔3』収録。V6のカバー
- ミッドナイト・シャッフル - VHS『素顔3』収録。近藤真彦のカバー
- FIGHT MAN - DVD『DREAM BOY』・『DREAM BOYS』（2006年）に収録
- アリガトウ - DVD『DREAM BOYS』（2006年）に収録
- この星が輝く理由 - DVD『Excite!!』に収録
- 赤鼻のトナカイ - DVD『Excite!!』に収録

## ブログ
※特記の無い限り、渋谷自身によるブログ。
- Johnny's web[注 57]
  - やすば（2005年 - 2014年） - 安田章大との共同連載
    - チンパンジーから男前にメールがきたよ。（2005年12月24日 - 2009年12月24日）[221]
    - やすば（2009年12月25日 - 2014年12月31日）[222]
- 渋谷すばるです。[注 58]
  - すばるブログ（2019年2月28日 - ）[5]
  - すばらないブログ（2021年4月1日 - ） - スタッフブログ[223]

## 書籍

### 雑誌連載
- 「渋谷すばるの脳」『WiNK UP』

### フォトブック
- Documentary Live Photo「二歳と364日」（2020年7月1日）[46]
- 裏ぼん #1（2023年2月19日）[224][注 12]
- 裏ぼん #2（2023年8月4日）[225][注 12]